# Primož Vrhovec
Primož Vrhovec, slovenski igralec, * 4. april 1979.
Vrhovec je dramski in filmski igralec, zaigral je v znanih slovenskih serijah, posodil pa je tudi glas številnim risanim junakom v sinhronizacijah animiranih filmov.

## Izobraževanje
Leta 2007 se je vpisal na študij dramske igre na Akademiji v Beogradu in leta 2013 diplomiral z vlogo Branislava v drami Krivica. V času študija je nastopil v številnih predstavah in kratkih filmih. Kot študent je pogosto gostoval tudi na Fakulteti dramskih umetnosti v Beogradu.

## Vloge

### Filmi
- Psi brezčasja (2016) - vloga Roka Osterberga
- Ksana (2017) - vloga Davida
- Družinica (2017) - vloga očeta Marka Gradnika
- Smrkci: Skrita vas (2017) - glas Bistri
- Korporacija (2019) - vloga policista Leona Galla

### Serije
- Ena žlahtna štorija (2017, Planet TV) - vloga prefekta Rafaela
- Gorske sanje (2018, Planet TV) - vloga smučarskega trenerja Mitje
- Srečno samski (2020, Planet TV) - vloga psihoterapevta Bernarda
- V imenu ljudstva 2 (2022, RTV Slovenija) - vloga direktorja Slatenška
- Skrito v raju (2024, POP TV) - vloga Renata Stražarja

## Zasebno življenje
Njegova partnerka je plesalka in koreografinja Tina Atanasovski.